# Elk Creek (Kalifornia)
Elk Creek – jednostka osadnicza w Stanach Zjednoczonych, w stanie Kalifornia, w hrabstwie Glenn.